# Kazimierz IV Jagiellończyk
Kazimierz IV Andrzej Jagiellończyk (ur. 30 listopada 1427 w Krakowie, zm. 7 czerwca 1492 w Grodnie) – wielki książę litewski w latach 1440–1492, król Polski w latach 1447–1492. Jeden z najaktywniejszych polskich władców, za panowania którego Korona, pokonując zakon krzyżacki w wojnie trzynastoletniej, odzyskała – po 158 latach – Pomorze Gdańskie, a dynastia Jagiellonów stała się jednym z czołowych domów panujących w Europie. Zdecydowany przeciwnik możnowładztwa, przyczynił się do wzmocnienia znaczenia Sejmu i sejmików, co osłabiło pozycję mieszczaństwa.

## Dzieciństwo
Kazimierz Andrzej Jagiellończyk urodził się 30 listopada 1427. Był najmłodszym, trzecim, synem Władysława Jagiełły i jego czwartej żony, Zofii Holszańskiej, córki kniazia Andrzeja Holszańskiego. Żona Jagiełły (młodsza od niego o kilkadziesiąt lat), była podejrzewana o zdradę. Dopiero uroczysta przysięga, że jest niewinna, oczyściła ją z zarzutów.
Kazimierz Jagiellończyk został ochrzczony 21 grudnia 1427. Imię odziedziczył po starszym bracie Kazimierzu, który urodził się i zmarł w 1426. Na urodziny przyszłego króla biskup Stanisław Ciołek dokomponował do utworu Mikołaja z Radomia panegiryczną kontrafakturę Hystorigraphi aciem mentis, opiewającą, oprócz nowo narodzonego Kazimierza, także parę królewską. Królewicz wychowywany był pod czujnym okiem matki i opiekunów, głównie podkanclerzego Wincentego Kota, oraz rycerza Piotra z Rytra. Znał języki polski i ruski. Ćwiczył tężyznę fizyczną; uwielbiał polowania, dlatego w późniejszych latach często wyjeżdżał na nie do litewskich puszcz. Jako król często polował na żubry m.in. w Puszczy Grodzkiej i Puszczy Bielskiej, której pozostałości obecnie zaliczane są do Puszczy Białowieskiej.
Po śmierci Władysława Jagiełły w 1434 na tron polski wstąpił starszy brat Kazimierza, dziesięcioletni Władysław. Opiekę nad małoletnimi synami zmarłego króla sprawował biskup krakowski, Zbigniew Oleśnicki, niechętny wobec młodszego Kazimierza i sprawujący w latach małoletniości króla faktyczną władzę w Królestwie. Przeciwwagę dla pozycji Oleśnickiego stanowili panowie wielkopolscy.

## Walka z Habsburgami o Czechy – konflikt dworu i biskupa Oleśnickiego
Po śmierci w 1437 roku cesarza i króla czeskiego i węgierskiego Zygmunta Luksemburczyka, rządzący Królestwem Polskim jako regent biskup Oleśnicki rozpoczął rokowania z Albrechtem II Habsburgiem w celu zapewnienia 13-letniemu królowi Władysławowi Warneńczykowi sukcesji na Węgrzech. W tym czasie prohusycka opozycja czeska, która nie chciała, aby Albrecht przejął władzę w Czechach, zaproponowała Oleśnickiemu, żeby to Władysław Warneńczyk objął tron czeski. Biskup Oleśnicki wrogo nastawiony do ruchu husyckiego odmówił, co doprowadziło do konfrontacji ze skupioną wokół królowej Zofii Holszańskiej opozycją zwalczającą Oleśnickiego. Wobec tego w 1438 roku część stanów czeskich (głównie utrakwistów) kierowana przez arcybiskupa Jana z Rokycan, w kwietniu 1438 przeprowadziła w Kutnej Horze elekcję i wybrała na króla 11-letniego Kazimierza Jagiellończyka. Posunięcia te były zgodne z planami stronnictwa wielkopolskiego, ale sprzeciwiał się im biskup Oleśnicki, zwalczający czeskich i polskich husytów. Rywal Kazimierza do tronu czeskiego Albrecht Habsburg, wspierany przez wojska saskie i węgierskie, w czerwcu wkroczył do Pragi i pierwszy koronował się na króla. Działający w Czechach 5-tysięczny korpus wojska polskiego pod dowództwem Sędziwoja Ostroroga i Jana Tęczyńskiego i czescy sojusznicy Kazimierza nie mieli dość sił, by wyprzeć z Czech liczniejsze wojska Habsburga i musieli wycofać się do miasta Tabor. Jesienią Habsburg zdołał zyskać przewagę dzięki zwycięstwu nad husytami w bitwie pod Żelenicami i sytuacji tej nie zmieniło zajęcie w październiku i czasowe podporządkowanie przez Władysława Warneńczyka i Kazimierza Jagiellończyka m.in. księstw opolskiego, raciborskiego, opawskiego. Dodatkowo stronnictwo biskupa Oleśnickiego zneutralizowało wpływy dworu królowej, gdy w maju 1439 roku sprzymierzone z nim polskie stronnictwo prohusyckie po zawiązaniu konfederacji korczyńskiej przegrało w bitwie pod Grotnikami, podczas której zginął Spytko z Melsztyna. W rezultacie stronnictwo dworskie musiało zrezygnować z planów zdobycia korony czeskiej dla Kazimierza Jagiellończyka.

## Kazimierz Jagiellończyk jako wielki książę litewski

### Objęcie tronu wielkoksiążęcego
20 marca 1440 z rąk spiskowców zginął wielki książę litewski, Zygmunt Kiejstutowicz, co wywołało niepokoje w państwie litewskim. Do tronu wielkoksiążęcego pretendowali syn zamordowanego – Michał Bolesław Zygmuntowicz zwany Michajłuszką oraz Świdrygiełło Olgierdowicz, najmłodszy brat Władysława Jagiełły, popierani przez część bojarstwa litewskiego i ruskiego. Objęcie tronu wielkoksiążęcego przez któregoś z tych pretendentów groziło zerwaniem unii Litwy z Polską. Trzeci obóz, sprzyjający zachowaniu unii polsko-litewskiej, w skład którego wchodzili wpływowi magnaci, m.in. biskup wileński Maciej z Trok, książę holszański Jerzy oraz przewodzący stronnictwu Jan Gasztołd, popierał brata Władysława III, Kazimierza. Tę kandydaturę popierali także panowie polscy na czele z Oleśnickim, który dążył do zachowania podziału politycznego i terytorialnego Litwy i późniejszego wcielenia do Korony niektórych jej części, jak Wołyń, Podole, Podlasie. W pierwszym etapie realizacji planów Oleśnickiego mieli pomóc książęta mazowieccy, stronnicy Michajłuszki, Kazimierz i Bolesław, którzy z polecenia biskupa dołączyli do orszaku udającego się na Litwę Kazimierza. Ich celem było odebranie Litwie Podlasia i przyłączenie go do Mazowsza. Kwestia Podlasia została uregulowana dopiero w 1444.
Dwunastoletni Kazimierz, mianowany namiestnikiem, przybył w maju 1440 do Wilna w towarzystwie kasztelana krakowskiego Jana z Czyżowa oraz ochmistrza Pawła Chełmskiego. Korzystając z nieobecności Władysława III w Polsce (udał się na Węgry w celu objęcia tronu), bojarzy litewscy, pragnąc oderwania się od Polski, 29 czerwca 1440 ogłosili w katedrze wileńskiej Kazimierza Jagiellończyka wielkim księciem litewskim. Tym samym unia polsko-litewska uległa zerwaniu. Ponieważ wybór Kazimierza na wielkiego księcia bez zgody polskiego króla i sejmu był równoznaczny z zerwaniem porozumień z Polską zawartych przez Zygmunta Kiejstutowicza, niektórzy historycy określają dojście Kazimierza do władzy jako przewrót państwowy.

### Rządy na Litwie w latach 1440–1444
Kazimierz Jagiellończyk sprawował rządy na Litwie jako wielki książę litewski w latach 1440–1492. Wykorzystując małoletność Kazimierza (przybył na Litwę w wieku 12 lat), bojarstwo litewskie sięgnęło po władzę na Litwie poprzez obsadzanie najważniejszych urzędów członkami kilku rodów: Kieżgajłów, Gasztołdów i Radziwiłłów. Stopniowo jednak młody książę uwolnił się spod wpływów swojego doradcy Jana Gasztołda, który zdobył wysoką pozycję w państwie i w celu przejęcia władzy na Litwie szukał sprzymierzeńców wśród wrogo nastawionych do księcia rodów.
W latach 1440–1441 Jagiellończyk poskromił bunt pospólstwa (tzw. „czarnych ludzi”) w Smoleńsku i mianował namiestnikiem smoleńskim Andrzeja Sakowicza. Na początku rządów książę uznał autonomię w zakresie administracji i sądownictwa Żmudzi, która pod przywództwem Dowmonta, zwolennika Michajłuszki, wykazywała dążenia separatystyczne. Na mocy postanowienia Jagiellończyka Żmudź miała być traktowana na równi z województwami wileńskim i trockim.
Po 1440 Polska i Litwa rościły pretensje do Podlasia. W 1444 Jagiellończyk zażegnał spór Litwy z Mazowszem o ziemię drohicką na Podlasiu. Odkupił prawa do tej ziemi od księcia Bolesława IV mazowieckiego za 6 tysięcy kop groszy praskich, nie dopuszczając tym samym do wojny z Polską, która mogła wybuchnąć pod pretekstem obrony praw podległego jej Mazowsza. Dzięki sukcesowi w tym sporze wzrósł autorytet Kazimierza wśród bojarstwa litewskiego.
Za Jagiellończyka Wielkie Księstwo Litewskie sięgało od Bałtyku po limany dnieprowe nad Morzem Czarnym i od Podlasia po górną Wołgę. W latach 1444–1445 książę wspomógł zbrojnie Nowogród Wielki w wojnie z inflancką gałęzią zakonu krzyżackiego. Nie obawiając się już Krzyżaków, Litwini mieszali się do wojen domowych w państwie moskiewskim. W 1444 Kazimierz rozpoczął wojnę z Moskwą o ziemie nad Wiaźmą. Konflikt z Moskwą zakończył się zawarciem pokoju w 1449, gdy Kazimierz był już królem Polski.

### Sprawa litewska w czasach bezkrólewia w Polsce w latach 1444–1447
Przez cztery lata Wielkie Księstwo Litewskie i Królestwo Polskie nie utrzymywały ze sobą kontaktów. Sytuacja uległa zmianie po śmierci króla polskiego, brata Kazimierza, Władysława III 10 listopada 1444 w bitwie pod Warną. Szlachta koronna zwołała zjazd do Sieradza, gdzie w kwietniu 1445 postanowiono, że nowym królem powinien zostać Kazimierz Jagiellończyk. Liczono, że książę chętnie przyjmie tron, potwierdzi i rozszerzy przywileje szlacheckie oraz podporządkuje Litwę Polsce. Zostało wysłane poselstwo do Wilna, w składzie którego znaleźli się Mikołaj Czarnocki, Piotr Oporowski, Piotr Szamotulski i Piotr Chrząstowski.
Celem Kazimierza Jagiellończyka była koronacja na króla Polski przy jednoczesnym zachowaniu władzy wielkoksiążęcej na Litwie oraz wzmocnienie swojej pozycji władcy wobec możnowładców polskich i zachowanie niezależnego od Polski statusu Wielkiego Księstwa Litewskiego, a więc odrzucenie unii grodzieńskiej z roku 1432. Dlatego Kazimierz zwlekał z przybyciem do Korony pod pretekstem oczekiwania na powrót króla Władysława, który według fałszywych pogłosek, docierających z Węgier, ocalał z pogromu w bitwie warneńskiej. Stronnictwo biskupa Oleśnickiego kilkakrotnie próbowało wywrzeć presję na Jagiellończyku. Biskup krakowski dążył do obsadzenia na Litwie zależnego od Korony księcia, co w rezultacie pogłębiłoby dezintegrację terytorialną i polityczną sąsiada oraz narzuciłoby mu zwierzchnictwo Korony. Kandydatem na wielkiego księcia litewskiego, popieranym przez Oleśnickiego, był Michajłuszka, ukrywający się w owym czasie na Mazowszu. Aby nie dopuścić do przybycia Michajłuszki na Litwę, Kazimierz zawarł porozumienie z wielkim mistrzem Konradem von Erlichshausenem. Gdy Jagiellończyk dalej zwlekał z przyjazdem do Korony, stronnictwo Oleśnickiego wysuwało do tronu polskiego kolejnych kandydatów – Fryderyka Hohenzollerna, margrabiego Brandenburgii, i Bolesława IV mazowieckiego, którego 30 marca 1445 wybrano nawet warunkowo królem Polski.
Przez kolejne dwa lata nie udało się wypracować kompromisu, a zamęt bezkrólewia w Koronie przedłużał się. Przełom nastąpił dzięki królowej Zofii, która wsparła powszechny zjazd szlachty małopolskiej zorganizowany przez Jana z Pilczy i Piotra Kurowskiego na zamku w Bełżycach. 24 kwietnia 1446 roku uczestnicy zjazdu obwołali królem Polski syna Władysława Jagiełły wielkiego księcia litewskiego – Kazimierza Jagiellończyka i wydelegowali na Litwę swojego posła – Piotra Kurowskiego – dzięki którego dyplomacji Kazimierz ostatecznie koronę przyjął, jednak na swoich warunkach: 17 września 1446 wystawił dokument, w którym nie było już mowy o podrzędnym statusie Litwy wobec Korony. Korona i Litwa stanowić miały odtąd dwa równorzędne organizmy państwowe, a szlachta polska i litewska miały być sobie równe. 2 maja 1447 wydał w Wilnie przywilej gwarantujący nienaruszalność terytorium Litwy. Zapewnił obsadzanie przez Litwinów wszystkich urzędów w Wielkim Księstwie oraz zastrzegł sobie prawo do swobodnego powrotu na Litwę w razie potrzeby:

Państwa, czyli ziem naszych Wielkiego Księstwa nie uszczuplimy, lecz jako było w swoich granicach za przodków naszych, a w szczególności jak je dzierżył Aleksander-Witold nasz stryj, tak i my będziemy je trzymali, dzierżyli i ochraniali w całości i nienaruszone, a nawet za Bożą pomocą będziemy się starali je rozszerzyć.

### Unia personalna Litwy z Polską (1447–1492)

Polska i Litwa w 1466

Wraz z objęciem tronu polskiego przez Kazimierza Jagiellończyka w 1447 unia polsko-litewska została wznowiona, jednak była to jedynie unia personalna (polityczna), a nie, jak przed 1440, instytucjonalna. Przyjęty w 1447 przywilej znalazł zastosowanie po śmierci księcia wołyńskiego Świdrygiełły w 1452 roku. Na mocy dokumentu panowie polscy nie mogli rościć pretensji do Wołynia i Podola Wschodniego. Bojarstwo ruskie opowiedziało się za przyłączeniem się do Litwy. W latach 1448, 1451 i 1453 odbyły się zjazdy polsko-litewskie, na których szlachta polska próbowała przekonać bojarów litewskich o potrzebie unii. Na zjazdach powoływano się na zapisy Jagiełły, na mocy których Polska miała prawa zwierzchnie do Litwy. W dalszych rozmowach przeszkodziła wojna trzynastoletnia.
W 1448 Kazimierz Jagiellończyk unormował stosunki Litwy z Moskwą, z którą od 1444 toczył wojnę o obszary nad Wiaźmą. Aby zakończyć konflikt, usiłował obsadzić na tronie moskiewskim swojego kandydata, księcia możajskiego i szukał poparcia militarnego polskiego możnowładztwa. Te poczynania jednak nie spotkały się z aprobatą panów polskich, dlatego Jagiellończyk zmuszony został zawrzeć pokój z księciem Wasylem II Ślepym. W ramach ugody uznał władzę obranego na soborze w Moskwie metropolity Jony. W praktyce moskiewska Cerkiew prawosławna stała się autokefalią, co było równoważne z odrzuceniem przez Moskwę unii florenckiej .
W 1449 Michajłuszka wzniecił rebelię, dążąc do zajęcia Wielkiego Księstwa Litewskiego. Był popierany przez biskupa krakowskiego Oleśnickiego, Tatarów oraz ród Olelkowiczów. Po odbyciu zwycięskiej wyprawy na Michała Zygmuntowicza, Kazimierz ukarał rebelianta banicją (wraz z nim wygnano także zabójcę Zygmunta Kiejstutowicza – Iwana Czartoryskiego). Michajłuszka udał się do Tatarów, stamtąd do Moskwy, gdzie został otruty. Kazimierz odsunął od litewskich stanowisk wszystkich dawnych stronników Michajłuszki, a książętom Olelkowiczom odebrał tytuł książąt kijowskich, mianując na namiestnika w Kijowie Olelkę Włodzimierzowicza. W 1471 ustanowił urząd wojewody kijowskiego.
W połowie XV wieku z państwem litewskim luźno były związane ziemie czernihowsko-siewierskie i księstwo wierchowskie. Drobni książęta rządzili w Kobryniu, Pińsku, Turowie, Horodku; w Słucku panował ród Olelkowiczów. Podole, Wołyń oraz ziemie połocka, witebska i kijowska posiadały odrębne od pozostałych ziem litewskich prawa. Bojarstwo ruskie i litewskie było zainteresowane uzyskaniem od Kazimierza Jagiellończyka przywilejów i zachowaniem jedności państwowej. Dążenia możnowładztwa do centralizacji Wielkiego Księstwa Litewskiego spowodowało ukształtowanie się centralnego aparatu urzędniczego. Po objęciu tronu polskiego Kazimierz ustanowił na Litwie radę wielkoksiążęcą, której zadanie polegało na sprawowaniu rządów pod jego nieobecność na Litwie. W skład rady wchodzili biskupi wileński i żmudzki, urzędnicy państwowi oraz wybrani urzędnicy ziemscy i dworscy. Od połowy XV wieku wykształcił się urząd kanclerza. Zadaniem dygnitarza było sprawowanie pieczy nad kancelarią wielkiego księcia litewskiego oraz zawiadywanie polityką zewnętrzną. Ponadto pojawiły się urzędy podskarbiego ziemskiego, którego obowiązkiem było sprawowanie opieki nad skarbem księcia, oraz podskarbiego dworskiego. Sądownictwem i poselstwami zajmowali się marszałkowie ziemski i dworski. Z dawnych sejmów dzielnicowych uformował się sejm walny. Zasadniczo miał reprezentować wolę bojarstwa litewskiego i ruskiego w kwestiach podatków i polityki zagranicznej, w praktyce jednak stał się narzędziem politycznym w rękach magnaterii.
Centralizacja Litwy wymagała kodyfikacji prawnej (dotąd poszczególne ziemie miały własne prawa, nadane im na mocy przywilejów). Przywilej Kazimierza z 1447 potwierdzał zasadę neminem captivabimus nisi iure victum (nikogo nie uwięzimy bez wyroku sądowego), wprowadzoną w 1434 przez Władysława Jagiełłę. Bojarom litewskim rozszerzono uprzywilejowanie: zniesiono opodatkowanie na rzecz państwa z dóbr bojarskich (wyjątek stanowiły posiedzie – stan vel gościna – oraz budowa i naprawa grodów). Na mocy przywileju bojarom przekazano sądownictwo nad ludnością w ich dobrach. Zakazano natomiast przyjmowania w swych dobrach zbiegłych poddanych. Nadanie w 1447 przywileju zapoczątkowało na Litwie rozwój stanu szlacheckiego. W 1468 Kazimierz Jagiellończyk wydał Sudiebnik, składający się z 25 artykułów, jednak dotyczyły one jedynie spraw o kradzieże.
Warstwa szlachecka posiadała za Kazimierza wspólne uprzywilejowanie, mimo to uległa w drugiej połowie XV wieku zróżnicowaniu. Najniżej w hierarchii stali „zdymnicy” vel „podymnicy”, którzy nie mieli majątków ziemskich. Drugą, najliczniejszą, stanowiła szlachta okoliczna (zamieszkała w „kołach”, okolicach) vel zaściankowa, zagrodowa. Zazwyczaj miała w posiadaniu do kilkunastu chłopów, jednak, żeby utrzymać się, musiała sama pracować na roli. Następną warstwą była szlachta średniozamożna, posiadająca do kilkudziesięciu poddanych. Na górze drabiny hierarchicznej znajdowała się najmniej liczna grupa panów i kniaziów. Na Litwie było ich w XV wieku kilkudziesięciu.
W drugiej połowie XV wieku Kazimierz Jagiellończyk poświęcił uwagę głównie sprawom polityki zachodniej, co spowodowało utratę przez Litwę kontroli nad wieloma ziemiami na wschodzie, zagarniętymi przez Wielkie Księstwo Moskiewskie i Imperium Osmańskie.

### Gospodarka Litwy
W okresie panowania Kazimierza Jagiellończyka na Litwie nastąpił rozwój gospodarczy. Trwała ekspansja osadnicza na obszarze Wielkiego Księstwa Litewskiego: od północnego wschodu tereny opustoszałe po wojnach litewsko-krzyżackich zasiedlali Żmudzini, od południa Rusini, od zachodu napływała ludność mazurska. Szacuje się, że w połowie XV wieku Litwa liczyła pół miliona mieszkańców. Nastąpił rozwój miast, które przeważnie miały charakter rolniczy. Nawiązano stosunki handlowe z sąsiednimi państwami, dokąd eksportowano zboże, futra, skóry, dziegieć, drewno, popiół, wosk. Na Litwę importowano wyroby rzemieślnicze i narzędzia pracy (kosy, sierpy, topory, noże, sukna) oraz wino. Handel wewnętrzny skupiał się na wymianie produktów rolnych. W Kownie z ramienia kupców gdańskich działał kantor hanzeatycki, skupujący wosk. W Wilnie wydzielono ulicę dla działalności handlowej kupców niemieckich. Na skutek zapotrzebowania w Europie Zachodniej na zboże, jeden z towarów, który eksportowało Wielkie Księstwo Litewskie w XV wieku, rozwinęła się gospodarka folwarczna.
Litwa nie biła własnej monety od czasów Witolda. W razie potrzeby posługiwano się groszem czeskim. Rozwój handlu wymagał przejścia na gospodarkę towarowo-pieniężną. W 1490 roku w Wilnie została założona mennica wielkoksiążęca, która biła litewskie półgroszki i „pieniazi” (denarki).

## Kazimierz Jagiellończyk jako król Polski

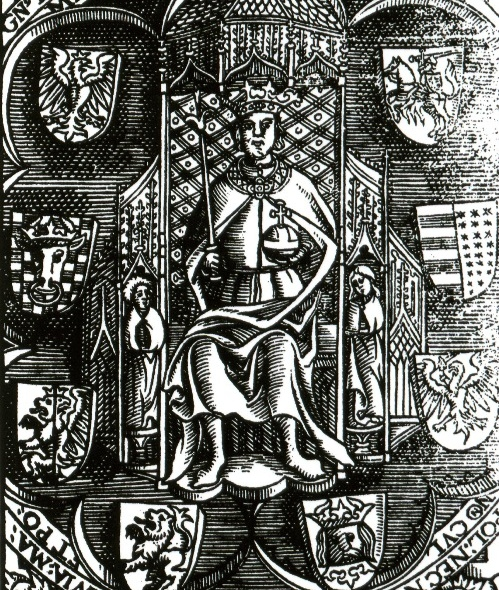
Król Kazimierz IV (XV wiek)

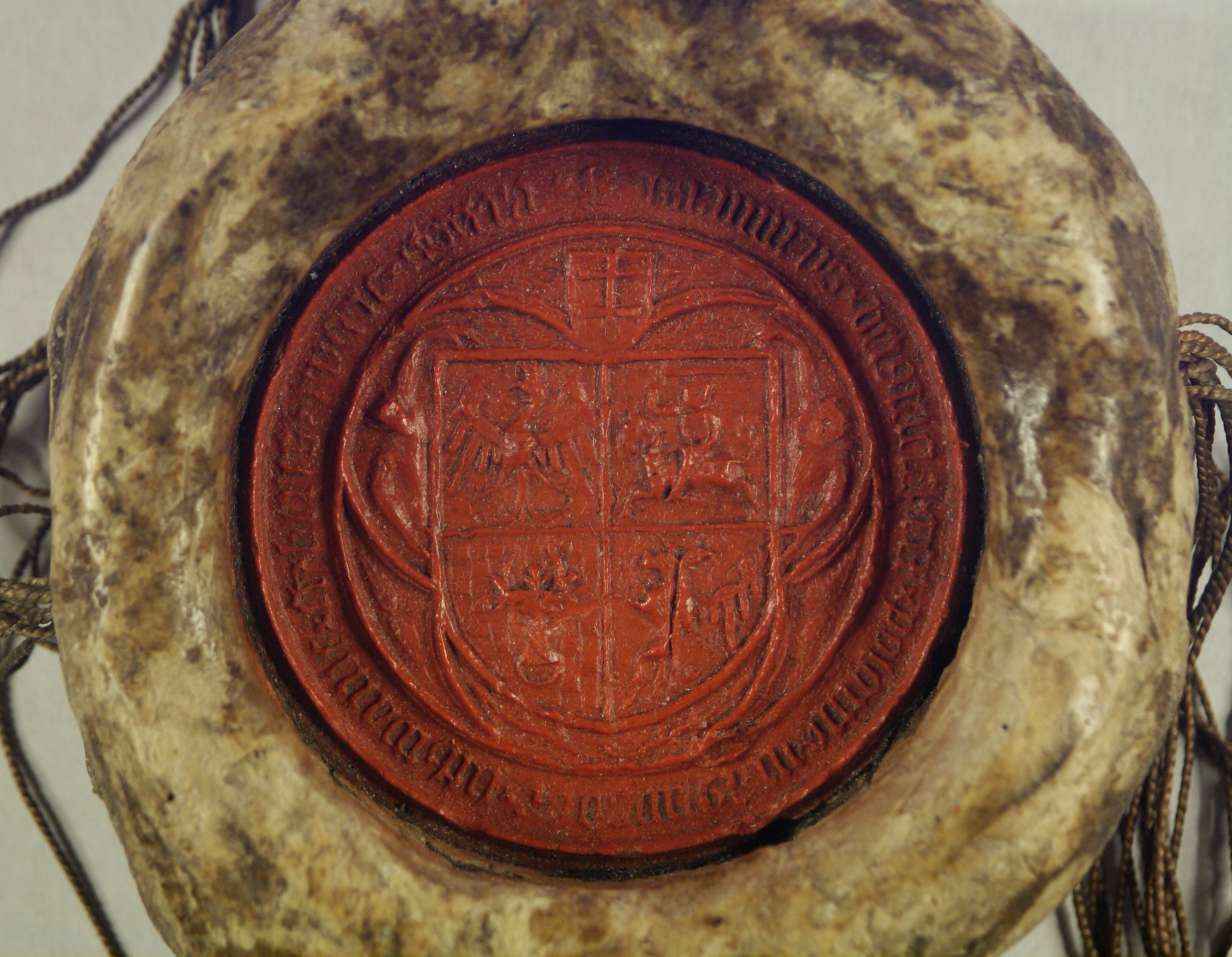
Pieczęć woskowa Kazimierza Jagiellończyka z 1455 roku

25 czerwca 1447 Kazimierz został koronowany na króla Polski w katedrze wawelskiej przez arcybiskupa gnieźnieńskiego i prymasa Polski Wincentego Kota. Od tego czasu (z przerwą w latach 1492–1501, kiedy unia była praktycznie zerwana) aż do unii lubelskiej zawartej w 1569 pomiędzy oboma państwami istniała unia personalna.
Pierwsze lata rządów były dla Jagiellończyka bardzo trudne. Król kilkakrotnie w latach 1448–1449 odmawiał możnowładcom zatwierdzenia przywilejów i od początku rządów znalazł się w ostrym konflikcie z tym obozem, budował więc swoje zaplecze polityczne na średniej szlachcie. Największym przeciwnikiem nowego władcy stał się wszechwładny dotąd biskup krakowski Zbigniew Oleśnicki. Nawiązał on kontakty z opozycją litewską, której przewodził książę Michał Bolesław Zygmuntowicz. W okresie, gdy Kazimierz był zajęty tłumieniem rebelii Michajłuszki na Litwie, Oleśnicki został kardynałem i jako legat papieski w Polsce nie zamierzał wyjeżdżać do Rzymu. W 1443 zakupił dla biskupstwa krakowskiego księstwo siewierskie. Oleśnicki namawiał szlachtę do wypowiedzenia królowi posłuszeństwa, głosił, że król wywiózł z Polski na Litwę wielkie skarby i zapasy broni celem zajęcia będącej jednym ze źródeł niesnasek polsko-litewskich ziemi łuckiej, która – po śmierci Świdrygiełły – została obsadzona przez Litwinów.
Aby ograniczyć wpływy polityczne Oleśnickiego w państwie, Kazimierz IV podjął starania o zapewnienie sobie kontroli nad Kościołem w Polsce. Sytuacja na linii stosunków ze Stolicą Apostolską sprzyjała, gdyż w Rzymie w okresie 1447–1449 toczyły się spory między dwoma pretendentami do objęcia tronu Piotrowego: Mikołajem V a Feliksem V. W zamian za udzielenie poparcia Mikołajowi V Kazimierz zażądał od niego prawa obsadzania beneficjów i stanowisk kościelnych swoimi stronnikami. Mikołaj V udzielił Jagiellończykowi przywileju obsady 20 godności kościelnych oraz zgody na pobranie ze świętopietrza 10 tysięcy dukatów na walkę z Tatarami. Oleśnicki w tym sporze popierał antypapieża Feliksa V (za co dostał kapelusz kardynalski). W 1449 Mikołaj pokonał Feliksa, zyskał powszechne uznanie w Kościele i nie potrzebował już Kazimierza, pogodził się natomiast z Oleśnickim. Król nie zamierzał jednak rezygnować z wcześniejszych papieskich przywilejów i dalej sam obsadzał polskie biskupstwa, za co został obłożony klątwą. Nie podporządkował się polityce papieskiej, a klątwa wygasła wraz ze śmiercią papieża. W dalszym ciągu swego panowania Kazimierz już bez przeszkód obsadzał biskupstwa swoimi ludźmi, a kolejni papieże, Pius II i Paweł II, zadowalali się zatwierdzaniem królewskich kandydatur.
W Zielone Świątki 1452 Kazimierz zwołał do Sandomierza swoich zwolenników, a jednocześnie przeciwników Oleśnickiego, takich jak biskup włocławski Jan Gruszczyński, wojewoda poznański Łukasz Górka, wojewoda brzeski Mikołaj Szarlejski oraz niektórzy panowie krakowscy. Radzono przez tydzień, przy czym stronników Oleśnickiego nie dopuszczono. Kraj stał na skraju wojny domowej, ale obie strony starały się jej uniknąć. Na prośbę kardynała doszło do jego spotkania z królem. Jednak Oleśnicki przedstawił jedynie królowi długą listę zarzutów, w większości nieprawdziwych. Konflikt rozgorzał na nowo, a Oleśnicki oraz wojewodowie krakowski i sandomierski przestali przychodzić na posiedzenia rady królewskiej. Spory możnowładców z królem ustały dopiero w roku 1455, kiedy to kardynał Zbigniew Oleśnicki zmarł.
24 czerwca 1453 roku na zjeździe szlachty koronnej w Piotrkowie, gdzie zjawili się posłowie Związku Pruskiego, Kazimierz ustąpił i potwierdził przywileje szlachty, ale zrobił to zapewne tylko dlatego, że w najbliższej przyszłości chciał rozpocząć wojnę z Krzyżakami i potrzebował poparcia szlachty:

Ja, Kazimierz, król polski, wielki książę litewski i dziedziczny pan Rusi, ślubuję, przysięgam i przyrzekam na tę świętą Boską Ewangelię, że wszystkie prawa, swobody, przywileje zapisy i nadania mojego Królestwa Polskiego, duchowne i świeckie, kościołom i Królestwu Polskiemu, biskupom i książętom, panom, rycerstwu, miastom, mieszkańcom kraju, zgoła wszystkim poddanym wszelkiego stanu i powołania, przez świętej pamięci książąt, królów rządców i jakichkolwiek bądź panów i dziedziców Królestwa Polskiego, a mianowicie przez Władysława ojca i Władysława brata mego, królów polskich, udzielone, darowane i nadane, utrzymam zachowam i wykonam we wszystkich warunkach i opisach. Cokolwiek zaś niesprawiedliwie od tego Królestwa oderwano albo wydarto, to według możności mojej usiłować będę przywrócić i z całością państwa spoić; granic jego nie uszczuplę, ale owszem, całymi siłami przyrzekam ich bronić i starać się o ich rozszerzenie.

Tym oświadczeniem zerwał ze swą dotychczasową polityką, zrezygnował z planu wzmocnienia swej władzy i związał się ze szlachtą, co stanowiło cenę szerokiej akcji na polu międzynarodowym dla odzyskania ziem utraconych, a przede wszystkim Pomorza.
W kwietniu 1454 roku na zjeździe panów litewskich w Brześciu król i przedstawiciele Korony oznajmili, że wycofują się z roszczeń do Wołynia, a tym samym faza ostrych sporów polsko-litewskich została zakończona.
W 1452 Kazimierz IV opanował po krótkotrwałej wojnie Oświęcim, zmuszając tamtejszego księcia Jana IV do złożenia mu 19 marca 1454 hołdu lennego. W 1456 Polska zhołdowała księstwo zatorskie. 21 lutego 1457 polski monarcha ostatecznie zakupił księstwo oświęcimskie i włączył je do Korony, ale był to ostatni sukces na Śląsku.
Jednym z głównych zadań króla i państwa było zjednoczenie wszystkich ziem polskich, zwłaszcza zaś odebranie zakonowi Pomorza Gdańskiego. Krzyżacy nakładali wysokie cła na polskie towary i hamowali kontakty z miastami pomorskimi. Cierpiał na tym handel zagraniczny i miasta leżące nad Wisłą i Bałtykiem.

### Wojna trzynastoletnia

Akt oddania się stanów pruskich królowi Polski Kazimierzowi IV Jagiellończykowi i Koronie Królestwa Polskiego, 15 kwietnia 1454 roku, Archiwum Główne Akt Dawnych

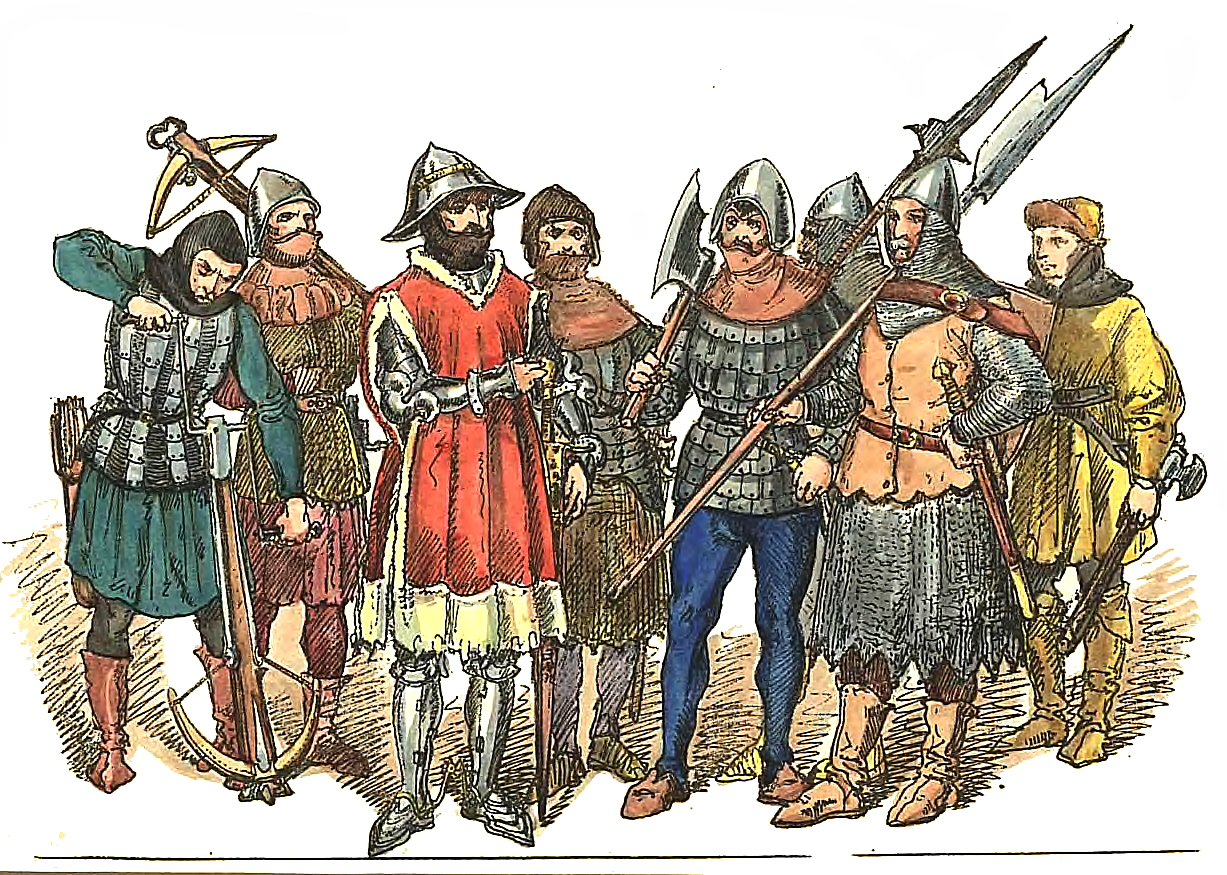
Wojsko polskie z okresu wojny trzynastoletniej. Szkic Jana Matejki

Po klęsce grunwaldzkiej w 1410 i niekorzystnych traktatach pokojowych z Polską (1411, 1435) i Litwą (1422) państwo zakonne przeżywało kryzys. W 1440 powstał Związek Pruski, antykrzyżacka organizacja zrzeszająca szlachtę i mieszczaństwo Prus, które zwróciło się do polskiego władcy o przejęcie władzy. W grudniu 1453 roku, po interwencji Zakonu u cesarza Fryderyka III zapada wyrok nakazujący natychmiastową likwidację Związku Pruskiego. 4 lutego 1454 Związek rozpoczął wielkie powstanie, które obaliło władzę Zakonu na całym niemal terytorium państwa. Po trzech tygodniach walk, niezdobyte zostały tylko Malbork i Sztum. Poselstwo zdelegalizowanego Związku Pruskiego udało się do Krakowa i zaoferowało włączenie całego terytorium Państwa Zakonnego do Królestwa Polskiego. Po dwutygodniowych negocjacjach 6 marca 1454 roku delegaci Związku wystawili dokument ogłaszający poddanie całych Prus królowi polskiemu jako dziedzicowi oderwanych od Polski ziem pomorskich. Król wydaje akt inkorporacji Prus.
W akcie tym zagwarantowano utrzymanie wszystkich przywilejów stanowych oraz praw lokalnych, a także dodatkowo nadano prawa takie same jakimi cieszyła się szlachta polska z najważniejszym prawem: prawem udziału w elekcji króla. Zniesione zostały cła i opłaty wprowadzone przez Krzyżaków, takie jak cło funtowe w portach pruskich czy prawo pozwalające władzom państwowym zabieranie mienia z rozbitych okrętów. Kupcy pruscy uzyskiwali swobodę handlu w Polsce. Urzędy na ziemiach pruskich miały być zagwarantowane tylko dla ich mieszkańców. W odpowiedzi Zakon, przy pomocy zaciężnych oddziałów z Rzeszy, odzyskuje w marcu Chojnice. Dodatkowo zastawia Nową Marchię Fryderykowi II za godziwą cenę, co zwiększa możliwość prowadzenia zaciągu najemników w Niemczech i Czechach. Formalnie nastąpiło to 20 lutego 1454. W dwa dni później rozpoczęła się wojna pomiędzy Polską i stanami pruskimi z jednej strony a Zakonem z drugiej. 6 marca 1454 Kazimierz wydał akt inkorporacji Prus do Królestwa Polskiego.
W pierwszym okresie wojny powstańcy pomorscy wyparli Krzyżaków ze wszystkich miast pruskich oprócz Malborka i paru pomniejszych twierdz. Jednak szlachta była sceptycznie nastawiona do wojny. Pospolite ruszenie nie radziło sobie w walce, a sama szlachta Wielkopolanie nie była zbytnio zaangażowana w wojnę. Dodatkowo Zakon otrzymał posiłki zbrojne rycerstwa Rzeszy. W końcu szlachta zagroziła królowi, że jeśli nie potwierdzi starych i nie nada nowych przywilejów, to nie będzie walczyć. Monarcha był zmuszony wydać tzw. statuty cerekwicko-nieszawskie, które stanowiły, że król nie będzie zwoływał pospolitego ruszenia, uchwalał nowych podatków i podejmował innych ważnych decyzji bez zgody sejmików ziemskich. Oprócz tego król zobowiązał się powoływać na urząd sędziego ziemskiego, podsędka i pisarza kandydatów przedstawianych królowi przez szlachtę. Wyżsi dostojnicy mieli być pozbawieni możliwości sprawowania urzędu starosty. Te przywileje osłabiły władzę monarszą na rzecz ogółu szlacheckiego, ale podniosły rolę sejmików ziemskich i zaktywizowały politycznie szlachtę. Zmniejszone też zostały uprawnienia polityczne magnaterii. Trzy dni po wydaniu przywileju wojska wielkopolskie i pruskie, a także oddziały zaciężne stanów pruskich, połączyły się w 18-tysięczną armię. Wśród zbrojnych przeważało konne pospolite ruszenie z Wielkopolski. Na czele wojska stał król, wojewoda poznański-Łukasz Górka, kaliski-Stanisław Ostroróg, brzeski-Mikołaj Szarlejski, oraz kasztelan rozpierski-Dziersław z Rytwian.
18 września 1454 wojska polskie poniosły klęskę w bitwie pod Chojnicami, a Krzyżacy odzyskali dużą część straconych twierdz. Wielkim problemem Polski był brak pieniędzy, których Zakon miał jeszcze pod dostatkiem. Pospolite ruszenie było całkowicie nieprzydatne w zdobywaniu nowoczesnych twierdz. Trzeba było wynająć wojska zaciężne. W dodatku Zakon nadal cieszył się poparciem cesarza i papieża, co było niezgodne z postanowieniami traktatu brzeskiego z 1435. Papież rzucił klątwę na Kazimierza Jagiellończyka i Związek Pruski.
W 1457 Polacy wzięli Malbork, ale tylko dlatego, że Zakon zalegał z wypłatą żołdu dla załogi zamku i gdy Polacy zapłacili 190 000 florenów, zaciężni wydali zamek. Ostatecznie dzięki ogromnemu wysiłkowi finansowemu Królestwa i bogatych miast pruskich (Gdańska, Elbląga, Torunia) wynajęto armię zaciężną, której wodzem został Piotr Dunin. Tymczasem także Zakon zaczął borykać się z problemami finansowymi. O losach wojny przesądziła dopiero bitwa pod Świecinem w 1462, wygrana przez polskie oddziały zaciężne pod wodzą Dunina. W 1463 flota kaperska Gdańska i Elbląga pokonała okręty krzyżackie w bitwie na Zalewie Wiślanym. W 1466 upadły Chojnice, ostatni krzyżacki punkt oporu i Zakon poprosił o pokój.
Rokowania prowadzono w październiku 1466 w Toruniu. 19 października 1466 Kazimierz, wielki mistrz krzyżacki Ludwig von Erlichshausen, legat papieski, przedstawiciele Związku Pruskiego, senatorowie i możnowładcy podpisali traktat pokojowy. Polska uzyskiwała Pomorze Gdańskie, Malbork, Elbląg, ziemię chełmińską i michałowską oraz biskupstwo warmińskie jako tzw. Prusy Królewskie. Pozostała część Prus (Prusy Zakonne) została przy Krzyżakach jako lenno Polski. Każdy nowy mistrz był zobowiązany do złożenia hołdu lennego królowi polskiemu maksymalnie sześć miesięcy po wyborze. Po 158 latach Polska odzyskała dostęp do morza i panowanie nad całym biegiem Wisły.

### Spór z papiestwem i integracja terytorialna państwa

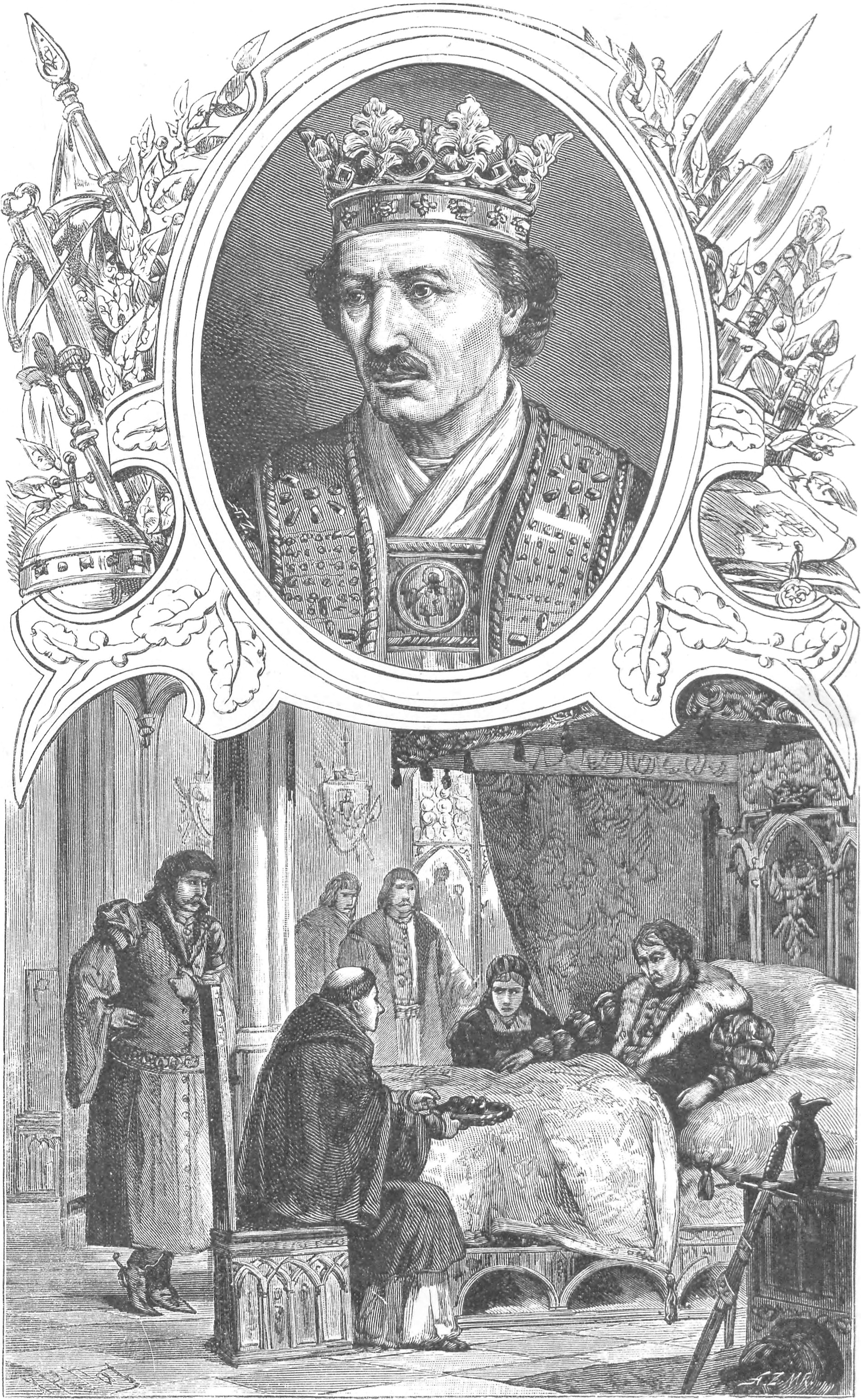
Kazimierz Jagiellończyk w cyklu Wizerunki książąt i królów polskich Ksawerego Pillatiego z 1888

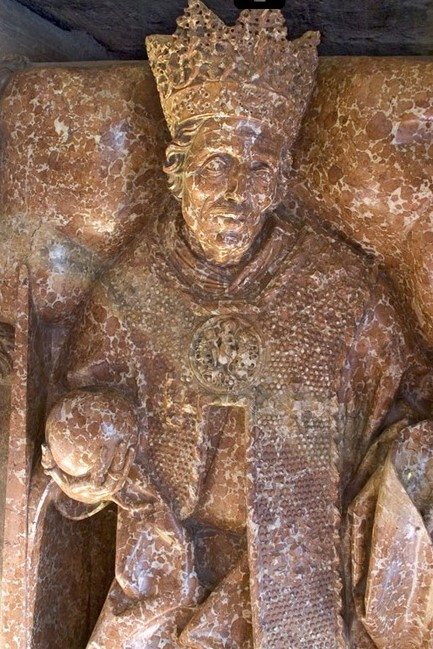
Fragment nagrobka Kazimierza IV dłuta Wita Stwosza w katedrze wawelskiej

W latach 1460–1463 Kazimierz IV prowadził spór z papiestwem o obsadę biskupstwa krakowskiego. Mimo poparcia, jakiego legat papieski Hieronim z Krety udzielał Jakubowi z Sienna, zwyciężył Jan Gruszczyński, kandydat monarchy. Misja Hieronima nie powiodła się, a gdy na dodatek w czasie majowego zjazdu z Krzyżakami w Brześciu Kujawskim okazał jawną przyjaźń zakonowi, skompromitował się w Polsce ostatecznie. 
Dążąc do stopniowego włączenia Mazowsza do Korony w roku 1462 władca inkorporował księstwa rawskie i bełskie, przekształcając je w województwa.

### Walka o sukcesję czeską z Maciejem Korwinem
W drugiej połowie XV wieku zmienił się układ sił w Europie Środkowej i Wschodniej. Na nowe potęgi w regionie wyrastały Austria, Turcja i Państwo Moskiewskie. Czechy, Węgry i Polska musiały układać się z mocniejszymi sąsiadami. Czechy były niezdecydowane co do wyboru sojusznika. W Węgrach widziano obrońcę chrześcijaństwa przed wzrastającą potęgą turecką. Polska natomiast starała się wykorzystać sytuację, żeby zdobyć korony czeską i węgierską dla królewiczów, synów Kazimierza IV.
Na początku lat sześćdziesiątych XV wieku dyplomacja polska zaczęła starania o zapewnienie dla Władysława Jagiellończyka korony czeskiej. Przychylny husytom król czeski, Jerzy z Podiebradów, naraził się papiestwu i pogłębił w państwie podział społeczeństwa. Kuria Rzymska nawoływała katolików do zbrojnego powstania i pozbawienia tronu króla-heretyka. Polska starała się pogodzić katolików i husytów i zdobyć ich poparcie w swoich dążeniach dynastycznych. Katolicy czescy zwrócili się do panującego na Węgrzech Macieja Korwina z prośbą o opiekę, której udzielił, ogłaszając się 6 kwietnia 1468 roku ich obrońcą. Obawiając się jednak wojny z Polską, wystąpił do Kazimierza z propozycją przymierza, które miało przypieczętować dwa małżeństwa: Macieja Korwina z Jadwigą Jagiellonką oraz syna cesarza Fryderyka III Habsburskiego z Zofią Jagiellonką. Kazimierz Jagiellończyk zwlekał z ostateczną decyzją. W tym czasie Korwin zajął Morawy, następnie Śląsk i Łużyce i został przez katolików czeskich ogłoszony królem 3 maja 1469 roku. Dyplomacja polska na dworze czeskim próbowała wywrzeć nacisk na Jerzego z Podiebradów.
W 1469 roku Jerzy przedstawił czeskiemu sejmowi projekt wyboru Władysława Jagiellończyka na następcę tronu. Szlachta czeska zgodziła się pod kilkoma warunkami, m.in. miał poślubić córkę Jerzego, Ludmiłę. Kazimierz IV Jagiellończyk dalej zwlekał z podjęciem ostatecznej decyzji, czekając na zgon Jerzego. W październiku 1469 roku na zjeździe w Piotrkowie, na którym Henryk VI Reuss von Plauen, nowo obrany wielki mistrz zakonu krzyżackiego złożył hołd królowi, Kazimierz przyjął koronę ofiarowaną przez sejm praski królewiczowi Władysławowi. Po śmierci króla czeskiego 22 marca 1471 roku do korony czeskiej zgłosiło pretensje kilku kandydatów, m.in. Jagiellonowie, Maciej Korwin, Albrecht saski. Elekcja Władysława Jagiellończyka nastąpiła 27 maja 1471 roku na sejmie w Kutnej Horze, po czym 21 sierpnia 1471 roku Władysław został koronowany na króla czeskiego przez biskupów polskich w katedrze św. Wita w Pradze.
Na początku lat siedemdziesiątych XV wieku Kazimierz IV przeprowadził nieudaną próbę osadzenia swego syna, Kazimierza, na tronie węgierskim, co spowodowało długotrwały konflikt z Maciejem Korwinem. Dyplomacja polska przy wsparciu prymasa Węgier Jana Viteza podżegała szlachtę do obalenia Korwina i poparcia młodego Kazimierza w jego dążeniach do objęcia korony świętego Stefana. Węgierskie stronnictwo propolskie głosiło pogląd o prawomocnym dziedziczeniu tronu przez syna Kazimierza IV, co spowodowało pogłębienie podziału w społeczeństwie i zniechęciło do Jagiellonów zwolenników wolnej elekcji. Z drugiej strony opozycja miała za złe Korwinowi samowolę i lekceważenia zagrożenia ze strony Turcji. W pierwszej połowie września 1471 roku 16 panów węgierskich ofiarowało koronę królewiczowi Kazimierzowi. W tej sytuacji 2 października 1471 roku wybuchła wojna polsko-węgierska. Trzynastoletni Kazimierz wyprawił się na Węgry na czele zaciężnych wojsk składających się, z racji niepopularności tej inicjatywy wśród polskiej szlachty, głównie z Niemców (według Długosza Alemanicus exertisus). Wyprawa zakończyła się fiaskiem, ponieważ dotarła, przez Koszyce i Eger, jedynie do Nitry i, jak się okazało, Kazimierz nie cieszy się na Węgrzech taką popularnością, jak twierdzili węgierscy magnaci. W związku z tym już w styczniu 1472 roku Kazimierz był z powrotem w Polsce. Kolejne układy z lat 1472–1474 nie doprowadziły do objęcia tronu węgierskiego przez młodszego Kazimierza. Jagiellończyk nie mógł dalej liczyć na pomoc Mołdawii, gdyż została ona zhołdowana przez Korwina. W związku z tym 21 lutego 1474 w Starej Wsi Spiskiej zawarto pokój między Polską i Węgrami.
Niepowodzenie polityki węgierskiej skłoniło Kazimierza Jagiellończyka do wsparcia militarnego swojego syna, króla czeskiego Władysława Jagiellończyka, w wojnie o odzyskanie Śląska, Łużyc i Moraw, znajdujących się pod rządami Korwina. W czerwcu 1474 roku na sejmie w Piotrkowie uchwalono pospolite ruszenie i wyruszono na Śląsk. Wojska polskie pod dowództwem Jana Rytwiańskiego przekroczyły granicę 26 września 1474 roku i idąc trasą przez Kluczbork, Opole, Krapkowice, Brzeg połączyły się z 20 tys. Czechów i Ślązaków wiernych Władysławowi Jagiellończykowi, a następnie pokonały wojska popierające Korwina w bitwie pod Swanowicami. Wojska Jagiellonów nie były jednak w stanie zdobyć w październiku głównego punktu oporu, którym był Wrocław. W związku z tym, że Korwina popierali książęta śląscy i Wrocław, a Jagiellonów rycerstwo z księstwa świdnicko-jaworskiego, opawskiego i nyskiego (m.in. panowie zamków Książ, Bolków, Wleń, Grodno, Niesytno) zdecydowano się na rozejm. 15 listopada 1474 roku w Muchoborze Wielkim odbył się zjazd trzech królów, a 8 grudnia podpisano rozejm do 25 maja 1477 roku.

### Wojna popia o biskupstwo warmińskie
W okresie pokoju z Węgrami Kazimierz IV poświęcił się na uporządkowanie stosunków z Prusami. Kuria Rzymska w 1468 roku obsadziła wbrew woli króla polskiego biskupstwo warmińskie Mikołajem Tungenem, stronnikiem Zakonu Krzyżackiego. W ten sposób papiestwo dążyło do zmotywowania Kazimierza do wojny przeciwko husytom. Gdy zamiar Rzymu nie powiódł się, gdyż na tronie czeskim zasiadł jeden z Jagiellonów, papież odwołał Tungena z biskupstwa, przenosząc go na biskupstwo w Kamieniu Pomorskim, jego miejsce miał zająć Andrzej Oporowski, który uzyskał akceptację króla. Tungen nie pogodził się z utratą biskupstwa warmińskiego i nawiązał kontakty z Węgrami, które zadeklarowały mu pomóc w zachowaniu stanowiska. Korwin zapewnił poparcie dla swoich działań od strony nieprzychylnego Jagiellończykowi papieża (papiestwo czuło się zagrożone przez Turcję i nie chciało stracić sprzymierzeńca w Korwinie, Polskę zaś traktowało jako czynnik osłabiający Węgry w wojnach z Osmanami). W 1474 roku Maciej Korwin został uznany przez Zakon za zwierzchnika, a Mikołaj Tungen pozostał na biskupstwie warmińskim.
W 1476 roku na dwór Kazimierza IV przybył nuncjusz papieski Baltazar de Piscia. Miał on ekskomunikować króla polskiego, gdyby ten zerwał rozejm z Węgrami, zawarty w Muchoborze Wielkim w 1474 roku. Jednocześnie zażądał od Kazimierza zrzeczenia się pretensji do Mołdawii i tronu węgierskiego. Kazimierz IV nie zerwał pokoju. 25 maja 1477 roku upłynął termin trzyletniego rozejmu. Nuncjusz, przebywający wówczas we Wrocławiu, zastosował prowokację, rzucając klątwę na Kazimierza IV i Władysława czeskiego, dążąc do wywołania jawnego konfliktu Polski i Czech z Rzymem, zaś Korwin wsparł militarnie Zakon w tzw. wojnie popiej, która miała rozstrzygnąć kwestię biskupa Mikołaja Tungena oraz spory o prawo do obsadzeniu biskupstwa warmińskiego. Prowokacja nuncjusza papieskiego nie powiodła się, bowiem Kazimierz IV zaczął rokowania z Korwinem. Sytuacja Węgier tymczasem uległa pogorszeniu, gdyż groziła im utrata subsydiów weneckich na skutek rokowań Wenecji z Turcją. Od 1478 roku toczyły się rokowania między Węgrami z jednej strony a Polską i Czechami z drugiej. Zakończyły się one podpisaniem kilku traktatów w latach 1478–1479. Na mocy traktatu z 21 listopada 1478 roku biskupstwo warmińskie i Zakon wróciły pod panowanie Kazimierza. W styczniu 1479 roku zawarty został pokój między Wenecją a Turcją, co spowodowało opuszczenie przez Korwina swoich sojuszników na Warmii i w Prusach. 2 kwietnia 1479 roku w Budzie Korwin zawarł pokój z Kazimierzem. 9 października 1479 roku wielki mistrz Martin Truchsess von Wetzhausen w Nowym Korczynie złożył królowi polskiemu hołd lenny.
Kazimierz uczynił kwestię konfliktu z zakonem krzyżackim ważniejszą od sojuszu z Mongołami, w efekcie doszło do stanięcia nad Ugrą, które położyło kres mongolskiemu zwierzchnictwu nad Rusią, co nagle zaowocowało zagrożeniem Wielkiego Księstwa Litewskiego od wschodu.

### Stosunki z Turcją i Krymem
W 1475 Turcja zajęła Kaffę, kolonię genueńską na Krymie. W 1484 Turcy odcięli Polskę od handlu czarnomorskiego zdobywając porty Kilia i Białogród w Mołdawii. Ekspansja Turków negatywnie odbiła się na gospodarce południowego sąsiada Polski, Hospodarstwa Mołdawskiego, którego władca, Stefan III Wielki, zwrócił się o pomoc militarną do Kazimierza Jagiellończyka. W zamian za poparcie 15 września 1485 w Kołomyi złożył Kazimierzowi hołd lenny, co stało się zarzewiem konfliktu polsko-tureckiego. Kazimierz zwlekał z poparciem dla Mołdawii, poświęcając uwagę stosunkom z Chanatem Krymskim, dlatego już rok później Stefan Wielki uznał zwierzchność Osmanów.
Stosunki Polski z Chanatem Krymskim były najtrudniejszym obszarem działań. Mimo zapewnień przyjaźni i pokojowych intencji ze strony chana Mengli Gireja rokrocznie na Ruś i Podole wpadała orda tatarska, grabiąc, paląc i biorąc tysiące brańców. W roku 1482 jej zagony zdobyły i spustoszyły Kijów. W 1486 Kazimierz Jagiellończyk wysłał na Krym wyprawę wojenną pod dowództwem syna, Jana Olbrachta. Jednak pomimo zwycięskiej bitwy pod Kopystrzyniem w 1487 roku zakończyła się ona niepowodzeniem. Wobec rosnącej w siłę Moskwy, dążącej do ekspansji na południowym zachodzie, i starć wojsk polskich z tatarskimi doszło do zbliżenia politycznego Chanatu Krymskiego z Mołdawią, lenniczką Turcji. Na skutek tych czynników polityczno-militarnych doszło do kolejnej fazy wojny polsko-tureckiej, która zakończyła się w 1503, już po śmierci Kazimierza Jagiellończyka. Imperium Osmańskie podporządkowało sobie niespokojnych Tatarów krymskich, co zaciążyło na losach całego regionu w następnych stuleciach.
W 1481 roku stłumiono spisek kniaziów ruskich, zmierzających do zgładzenia całej rodziny Jagiellonów.

### Walka o Węgry pomiędzy Jagiellonami i Habsburgami

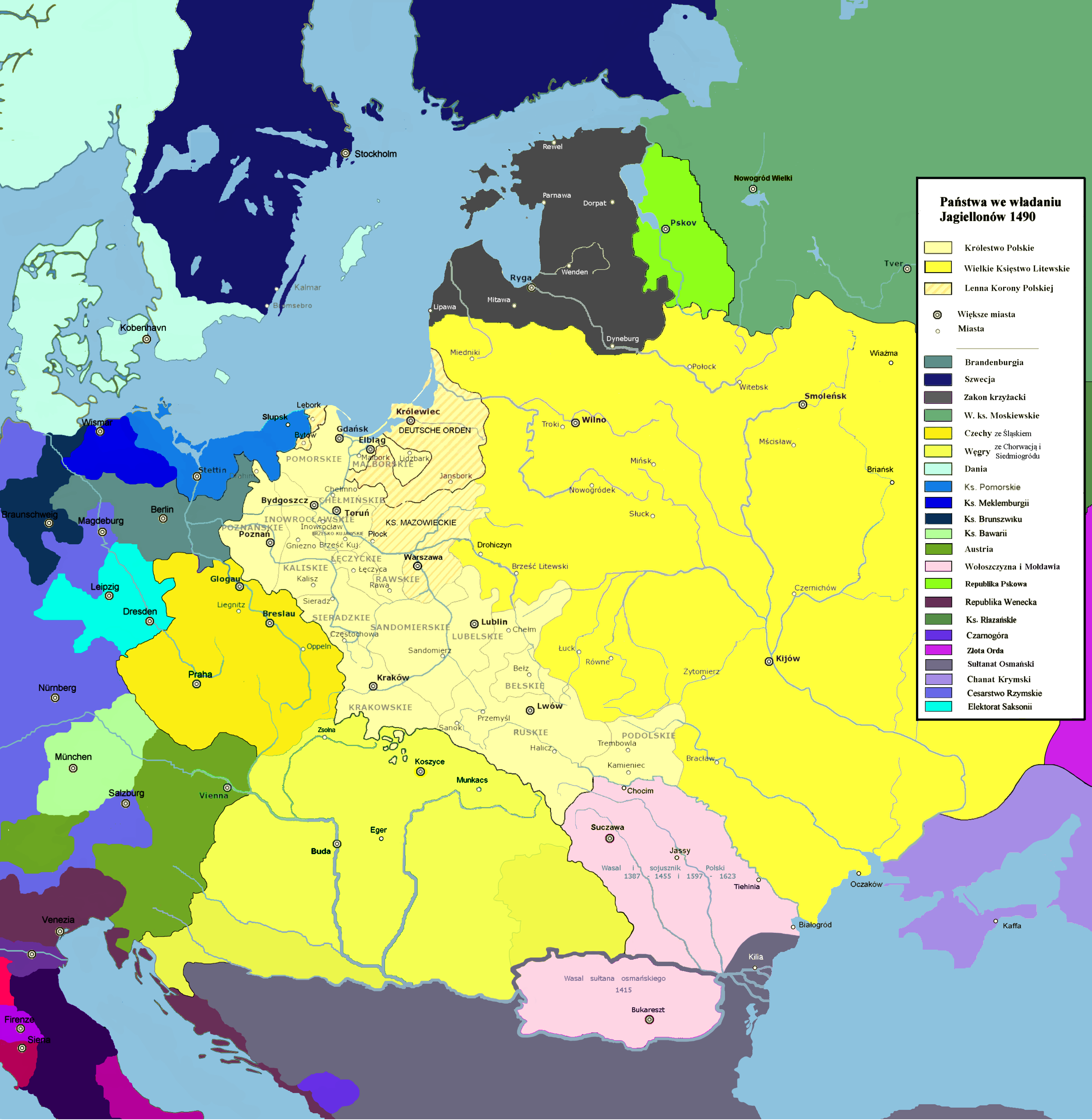
Państwa we władaniu dynastii Jagiellonów (Polska, Litwa, Czechy i Węgry) w 1490

W 1490 roku zmarł Maciej Korwin. O sukcesję po nim spierali się Habsburgowie i Jagiellonowie. Dyplomacji Kazimierza IV na Węgrzech udało się wpłynąć na wynik elekcji 7 lipca 1490 roku na korzyść Jana Olbrachta. Tymczasem Władysław Jagiellończyk, król czeski, zdobył poparcie dwóch wpływowych panów węgierskich, Jana Zapolyi i Stefana Batorego, co groziło sporem między braćmi. 28 lutego 1491 roku Jan Olbracht i Władysław Jagiellończyk podpisali układ w Koszycach, na mocy którego Olbracht zrzekł się pretensji do korony świętego Stefana na rzecz brata w zamian za uznanie go najwyższym księciem Śląska. Do przejęcia władzy przez Jana Olbrachta na Śląsku nie doszło, gdyż zerwał on układ koszycki. Władysław po koronacji na króla Węgier zawarł porozumienie z Habsburgami, którzy po jego śmierci mieli przejąć po nim sukcesję.

### Wzrost znaczenia szlachty kosztem miast
Ostatnie lata panowania Kazimierza były okresem szybkiego rozwoju polskiego parlamentaryzmu. W celu uchwalenia podatków na spłacenie wojsk zaciężnych po skończonej wojnie, w październiku 1468 roku po raz pierwszy na sejm walny w Piotrkowie przybyli posłowie wybrani na sejmikach. W związku z tym zaczęło się wyodrębnianie w łonie sejmu walnego dwóch izb – senatu i izby poselskiej. Rozwój parlamentaryzmu szlacheckiego spowodował wzmocnienie się stanu szlacheckiego. Mieszczanie natomiast nie podjęli walki o swoje prawa. Wyjątek stanowiło mieszczaństwo kilku miast z Gdańskiem na czele. Pod koniec rządów król odsunął mieszczan od wszelkiej ingerencji w sprawy państwowe, kiedy na poparciu finansowym ze strony miast winno mu było szczególnie zależeć, bowiem bogate i mogące zabierać głos w sprawach publicznych miasta byłyby rękojmią dobrobytu państwa i dawałyby królowi mocne zaplecze w walce z magnaterią.
Król Kazimierz Jagiellończyk zmarł w Grodnie 7 czerwca 1492 roku w wieku 64 lat. Pochowano go w Krakowie, na Wawelu, w marmurowym grobowcu dłuta Wita Stwosza. Po śmierci tron polski przejął po nim jego syn Jan Olbracht, a wielkim księciem litewskim został Aleksander Jagiellończyk. Historycy nie są zgodni, co było przyczyną zerwania unii personalnej polsko-litewskiej po 1492 roku. Spierają się, czy było to efektem „testamentu politycznego” króla, który w okresie swego panowania nigdy nie chciał oddzielać korony królewskiej od mitry książęcej, czy też porozumienia możnowładców litewskich i polskich już po jego śmierci.

## Kultura w czasach króla Kazimierza

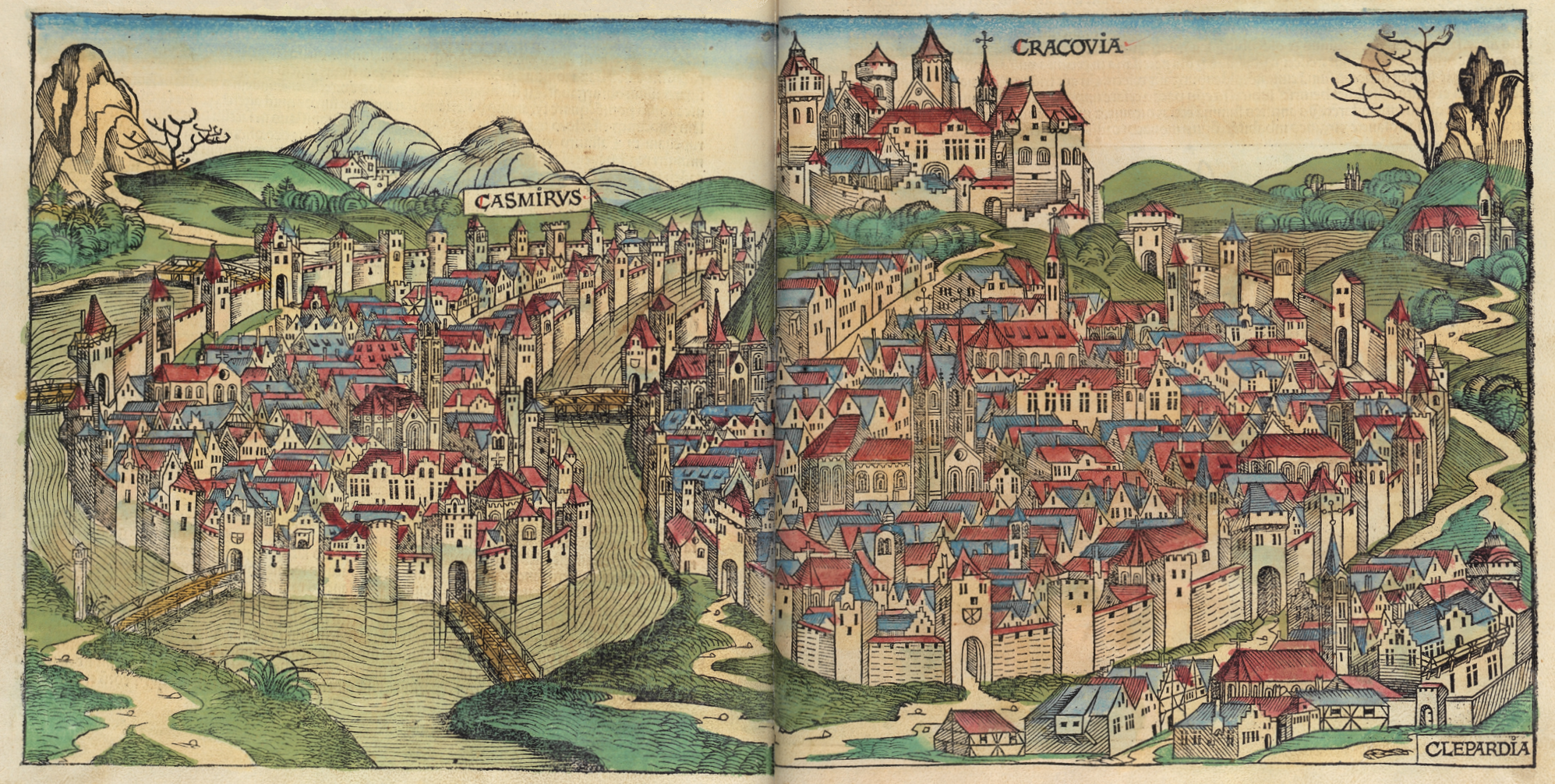
Kraków w „Kronice Świata” Hartmanna Schedla

Panowanie Kazimierza Jagiellończyka było pomyślne dla rozwoju kultury i sztuki w Królestwie. Ważnymi ich ośrodkami były dwory królewski i magnackie oraz największe miasta. Upowszechniała się oświata, prowadzona przez szkoły przyklasztorne. Synowie bogatej szlachty, po zdobyciu podstaw wykształcenia w kraju, wyjeżdżali na studia za granicę.
Głównymi przedstawicielami polskiego piśmiennictwa byli: historyk i wychowawca synów królewskich Jan Długosz, pisarz polityczny Jan Ostroróg, pisarz i dyplomata Filip Kallimach, humanista Grzegorz z Sanoka, filozof i astronom Wojciech z Brudzewa, teolog i filozof Jakub z Paradyża, arcybiskup gnieźnieński Maciej Drzewicki. Krakowska szkoła matematyczno-astronomiczna rozwijała się znakomicie dzięki takim osobowościom jak Marcin Król z Żurawicy, Jan z Głogowa czy Marcin Bylica, a przede wszystkim dzięki mistrzowi Mikołaja Kopernika Wojciechowi z Brudzewa.
Rzeźbiarz Wit Stwosz w 1489 roku ukończył prace nad ołtarzem głównym w kościele Mariackim w Krakowie. Rozwijało się budownictwo w stylu gotyckim, zwłaszcza kościelne (katedry na Wawelu i w Gnieźnie), powstało też wiele zamków królewskich i magnackich, ratusze w Gdańsku i Toruniu. Rozkwitał uniwersytet krakowski, gdzie powstały trzy nowe katedry: gramatyki i retoryki, poetyki oraz matematyki i astronomii.

## Małżeństwo i potomstwo

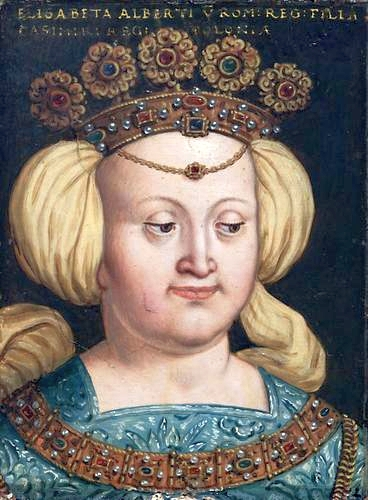
Elżbieta Rakuszanka

10 lutego 1454 król ożenił się z Elżbietą Rakuszanką z Habsburgów, która w przyszłości miała zyskać zaszczytny tytuł Matki Królów rodząc trzynaścioro dzieci, w tym sześciu synów, z których czterech zostało królami. Małżeństwo pobłogosławił święty Jan Kapistran – założyciel klasztorów obserwanckich w Polsce, zwanych bernardynami. Wychowaniem królewiczów zajmowali się od 1467 roku kronikarz Jan Długosz oraz włoski humanista Filip Kallimach, najwytrawniejszy dyplomata Kazimierza IV, przebywający na dworze Jagiellonów od 1470 roku, wielokrotnie reprezentujący z powodzeniem monarchę w rokowaniach z papiestwem i Portą. Kazimierz znał prawdopodobnie tylko polski i ruski (nie wiadomo, czy znał litewski i łacinę), więc królowa nauczyła się języka polskiego; z mężem i dziećmi mówiła wyłącznie po polsku.
- Władysław II Jagiellończyk (1456–1516) – król Czech i Węgier
- Jadwiga Jagiellonka (1457–1502) – żona Jerzego Bogatego, księcia bawarskiego
- Kazimierz (1458–1484) – święty Kościoła katolickiego, patron Polski i Litwy
- Jan I Olbracht (1459–1501) – król Polski
- Aleksander Jagiellończyk (1461–1506) – król Polski i wielki książę Litwy
- Zofia Jagiellonka (1464–1512) – żona Fryderyka, elektora brandenburskiego na Ansbach, i matka wielkiego mistrza krzyżackiego Albrechta Hohenzollerna, księcia Prus Książęcych, lennika Polski
- Elżbieta Jagiellonka (1465–1466)
- Zygmunt I Stary (1467–1548) – król Polski i wielki książę Litwy
- Fryderyk Jagiellończyk (1468–1503) – biskup krakowski, kardynał i arcybiskup gnieźnieński
- Elżbieta Jagiellonka (1472–1480/1481)
- Anna Jagiellonka (1476–1503) – żona Bogusława X, księcia pomorskiego
- Barbara Jagiellonka (1478–1534) – żona Jerzego Brodatego, księcia saskiego
- Elżbieta Jagiellonka (1482–1517) – żona Fryderyka II, księcia legnickiego

### Genealogia
| Olgierd Giedyminowicz ur. ok. 1296 zm. maj 1377 | Olgierd Giedyminowicz ur. ok. 1296 zm. maj 1377 |                                              |                                              | Julianna twerska ur. w lub po 1320 zm. wiosna 1392 | Julianna twerska ur. w lub po 1320 zm. wiosna 1392 |  |  | Andrzej Holszański | Andrzej Holszański |                                              |                                              | Aleksandra Drucka | Aleksandra Drucka |
|                                                 |                                                 |                                              |                                              |                                                    |                                                    |  |  |                    |                    |                                              |                                              |                   |                   |
|                                                 |                                                 |                                              |                                              |                                                    |                                                    |  |  |                    |                    |                                              |                                              |                   |                   |
|                                                 |                                                 | Władysław II Jagiełło ur. 1362 zm. 1 VI 1434 | Władysław II Jagiełło ur. 1362 zm. 1 VI 1434 |                                                    |                                                    |  |  |                    |                    | Zofia Holszańska ur. ok. 1405 zm. 21 IX 1461 | Zofia Holszańska ur. ok. 1405 zm. 21 IX 1461 |                   |                   |
|                                                 |                                                 |                                              |                                              |                                                    |                                                    |  |  |                    |                    |                                              |                                              |                   |                   |
|                                                 |                                                 |                                              |                                              |                                                    |                                                    |  |  |                    |                    |                                              |                                              |                   |                   |
|                                                 |                                                 |                                              |                                              |                                                    |                                                    |  |  |                    |                    |                                              |                                              |                   |                   |

|                                                           |                                                           | Elżbieta Rakuszanka ur. 1436 zm. 30 VIII 1505 OO 10 II 1454 | Elżbieta Rakuszanka ur. 1436 zm. 30 VIII 1505 OO 10 II 1454 | Kazimierz IV Jagiellończyk ur. 30 XI 1427 zm. 7 VI 1492 | Kazimierz IV Jagiellończyk ur. 30 XI 1427 zm. 7 VI 1492 |                                                       |                                                       |                                                            |                                                            |
|                                                           |                                                           |                                                             |                                                             |                                                         |                                                         |                                                       |                                                       |                                                            |                                                            |
|                                                           |                                                           |                                                             |                                                             |                                                         |                                                         |                                                       |                                                       |                                                            |                                                            |
| Władysław II Jagiellończyk ur. 1 III 1456 zm. 13 III 1516 | Władysław II Jagiellończyk ur. 1 III 1456 zm. 13 III 1516 | Jadwiga Jagiellonka ur. 21 IX 1457 zm. 18 II 1502           | Jadwiga Jagiellonka ur. 21 IX 1457 zm. 18 II 1502           | Święty Kazimierz ur. 3 X 1458 zm. 4 III 1484            | Święty Kazimierz ur. 3 X 1458 zm. 4 III 1484            | Jan I Olbracht ur. 27 XII 1459 zm. 17 VI 1501         | Jan I Olbracht ur. 27 XII 1459 zm. 17 VI 1501         | Aleksander Jagiellończyk ur. 5 VIII 1461 zm. 19 VIII 1506  | Aleksander Jagiellończyk ur. 5 VIII 1461 zm. 19 VIII 1506  |
|                                                           |                                                           |                                                             |                                                             |                                                         |                                                         |                                                       |                                                       |                                                            |                                                            |
| Zofia Jagiellonka ur. 6 V 1464 zm. 5 X 1512               | Zofia Jagiellonka ur. 6 V 1464 zm. 5 X 1512               | Elżbieta Jagiellonka ur. 9 V 1465 zm. 9 V 1466              | Elżbieta Jagiellonka ur. 9 V 1465 zm. 9 V 1466              | Zygmunt I Stary ur. 1 I 1467 zm. 1 IV 1548              | Zygmunt I Stary ur. 1 I 1467 zm. 1 IV 1548              | Fryderyk Jagiellończyk ur. 27 IV 1468 zm. 14 III 1503 | Fryderyk Jagiellończyk ur. 27 IV 1468 zm. 14 III 1503 | Elżbieta ur. 13 V 1472 zm. po 19 V 1480, a przed 20 V 1481 | Elżbieta ur. 13 V 1472 zm. po 19 V 1480, a przed 20 V 1481 |
|                                                           |                                                           |                                                             |                                                             |                                                         |                                                         |                                                       |                                                       |                                                            |                                                            |
| Anna Jagiellonka ur. 12 III 1476 zm. 12 VIII 1503         | Anna Jagiellonka ur. 12 III 1476 zm. 12 VIII 1503         | Barbara Jagiellonka ur. 15 VII 1478 zm. 15 II 1534          | Barbara Jagiellonka ur. 15 VII 1478 zm. 15 II 1534          | Elżbieta Jagiellonka ur. 13 XI 1482 zm. 16 II 1517      | Elżbieta Jagiellonka ur. 13 XI 1482 zm. 16 II 1517      |                                                       |                                                       |                                                            |                                                            |

## Upamiętnienie w kulturze

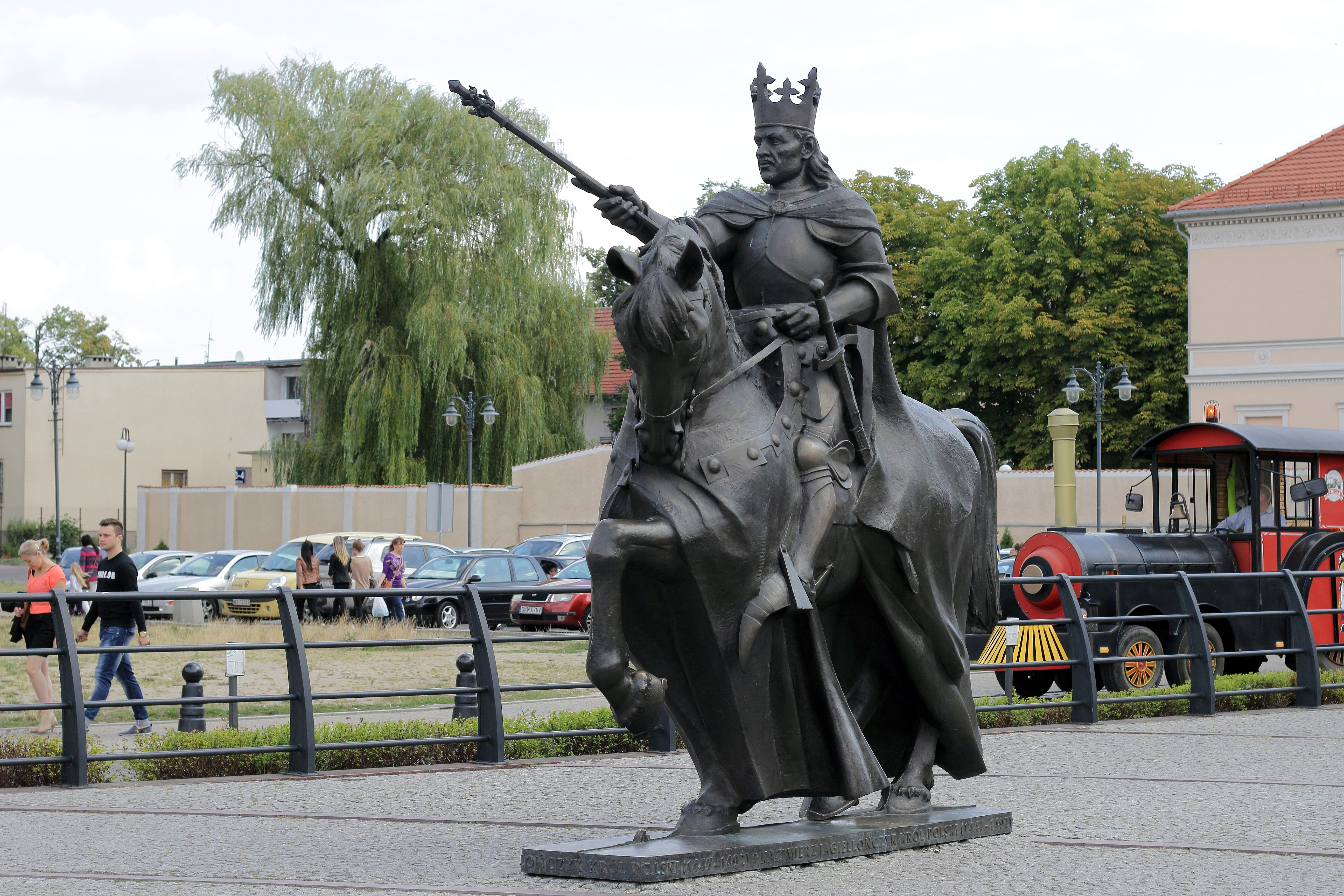
Pomnik Kazimierza IV Jagiellończyka w Malborku

Czasom Kazimierza Jagiellończyka poświęcona jest powieść historyczna z serii Dzieje Polski pt. Jaszka Orfanem zwanego żywota i spraw pamiętnik napisana w 1884 roku przez Józefa Ignacego Kraszewskiego.
W 1993 z wizerunkiem Kazimierza Jagiellończyka wyemitowano trzy polskie monety. Jedna z nich to moneta obiegowa o nominale 20 000 złotych. Dwie kolejne to monety kolekcjonerskie o nominale 200 000 zł, obie zostały wykonane ze srebra próby 750, miały średnicę 32 mm i wagę 16,5 g, rant gładki. Różnił je, oprócz podobizny króla, także nakład: jedna była w nakładzie 15 000 egzemplarzy, a druga 5000 sztuk.
Postać króla występuje w filmie Historia żółtej ciżemki z 1961 roku w reżyserii Sylwestra Chęcińskiego zrealizowanym na podstawie powieści autorstwa Antoniny Domańskiej. Rolę władcy zagrał Tadeusz Białoszczyński. W polskiej telenoweli Korona królów. Jagiellonowie w postać Kazimierza Jagiellończyka w wieku nastoletnim wcielił się Borys Bartłomiejczyk, ten sam aktor zagrał nastoletniego Kazimierza w telenoweli Królowie, a rolę dorosłego Kazimierza odtworzył Michał Kaszyński.

## Otwarcie grobowca w XX wieku
W 1973 otwarto grobowiec (nieotwierany przez prawie pięćset lat) i ekshumowano szczątki władcy oraz jego żony Elżbiety Rakuszanki. W ciągu dekady po tym wydarzeniu zmarło 15 osób mających styczność z grobowcem. Umierali ludzie zdrowi, w średnim wieku – ci, którzy byli najbliżej grobowca. Powszechnie zaczęto opowiadać o klątwie Kazimierza Jagiellończyka, podobnej do klątwy z 1922 egipskiego faraona Tutanchamona. Po długich badaniach mikrobiolodzy winą za śmierć odkrywców grobowca obarczyli niezwykle groźną pleśń – kropidlak żółty, która rozwijała się w krypcie. Toksyna wytwarzana przez kropidlaka może wywoływać aspergilozę.